# University of Applied Sciences
University of Applied Sciences (afgekort: UAS, letterlijk: "Universiteit van toegepaste wetenschappen") is de Engelstalige benaming die erkende Nederlandse instellingen voor hoger beroepsonderwijs (hbo) mogen voeren.

## Verwarrende terminologie
De term 'applied sciences' slaat op de toegepaste wetenschappen, die als doel hebben een probleem op te lossen of een product, dienst of techniek te ontwikkelen. Het is de tegenhanger van de fundamentele wetenschappen in de traditionele universiteit, die als doel heeft de (eigen) kennis te vergroten. Nederlandse hbo-instellingen hebben in de loop der tijd een ontwikkeling doorgemaakt, waarbij zij de grenzen van de toegepaste wetenschappen hebben opgezocht.  Inmiddels is er zelfs promotieonderzoek mogelijk op hogescholen, terwijl het feitelijk verlenen van de academische graad van doctor een privilege van de universiteiten blijft. Doordat in Nederland universiteiten en hogescholen beide academisch onderwijs geven en beide soortgelijke, en op het oog gelijke, graden verlenen (op doctor na), leidt de Nederlandse term van “hogeschool” in andere landen tot verwarring. In het Engels wordt hogeschool gemakkelijk als “high school” vertaald, terwijl bijvoorbeeld de highschool in de Verenigde Staten ongeveer overeenkomt met het Nederlandse vmbo, havo of vwo.

## Invoering Engelstalige benaming
In 2008 schreef Ronald Plasterk, minister van Onderwijs, Cultuur en Wetenschap in het kabinet-Balkenende IV, in een brief aan de HBO-raad (sinds 2013: Vereniging Hogescholen). Hierin beschreef hij dat door de invoering in 2001 van het bachelor-masterstructuur en de introductie van lectoraten en praktijkgericht onderzoek in het hoger beroepsonderwijs, de hogescholen zich sindsdien hadden ontwikkeld van opleidingsinstellingen naar kennisinstellingen met een brede oriëntatie. De hogescholen begonnen toenemend een internationale statuur te ontwikkelen, waarbij zij ook Engelstalige namen gingen hanteren. Het ministerie had aanvankelijk onsuccesvol geëxperimenteerd met het gebruik van de naam “University of Professional Education”. Deze term raakte echter bij de hogescholen snel in onbruik. Daarom stelde hij voor om de wildgroei van Engelstalige benamingen voor hoger onderwijs tegen te gaan, door zoveel mogelijk aan te sluiten bij internationaal gangbare terminologie, te komen tot een universele Engelstalige benaming voor de hbo-instellingen. Hij constateerde dat in een aantal Europese landen met een vergelijkbaar hbo-stelsel de keuze was gemaakt voor de benaming “University of Applied Sciences” en stelde voor om deze keuze in Nederland te volgen. Voortaan zou het verplicht zijn om op diploma's en getuigschriften van deze benaming gebruik te maken. Hij vond het echter niet nodig om dat in wetgeving vast te leggen.

## Aanscherping wetgeving
Het gebrek aan bescherming, in Nederland, van de naam “University of Applied Sciences”, bleek te leiden tot misleidend gebruik van de naam universiteit en hogeschool en het onterecht verlenen en voeren van  academische graden. Daarom stelde minister Jet Bussemaker in 2016 voor om onder andere de Wet op het hoger onderwijs en wetenschappelijk onderzoek aan te scherpen. Daarin werd onder meer gedefinieerd welke instellingen — en onder welke voorwaarden — de naam “University of Applied Sciences” mochten gebruiken. Op 8 maart 2017 werd de wet gewijzigd, waardoor de naam “hogeschool” en “universiteit” voortaan beschermd zijn in Nederland. Tevens werd in de wet vastgelegd dat de naam hogeschool in het Engels mag worden aangeduid met „«university of applied sciences» dan wel, bij hogescholen die opleiden tot een bepaald beroepsprofiel, «university» met daarachter het vakgebied.“ De wet blijkt niet te verbieden dat hogescholen de Engelse naam ook mogen gebruiken binnen Nederland. Een voorbeeld van een hogeschool die de Engelse naam aangenomen heeft als naam binnen Nederland is de HZ University of Applied Sciences in de provincie Zeeland. Een voorbeeld van een instelling die opleidt tot een bepaald beroepsprofiel is de Hogeschool der Kunsten Den Haag, die buiten Nederland door het leven gaat als “University of the Arts in The Hague”. De Hogeschool van Amsterdam noemt zich — als klassiek voorbeeld van de nieuwe terminologie — buiten Nederland de “Amsterdam University of Applied Sciences”.
In 2015 telde Nederland 37 instellingen voor hoger beroepsonderwijs, die gebruik mogen maken van de naam “University of Applied Sciences”.

## België
De naam "University of Applied Sciences" is al langer in gebruik in onder meer België. Nederland sloot zich hierbij aan. 